# HRVY
HRVY, de son vrai nom Harvey Cantwell, né le 28 janvier 1999 à Kent, en Angleterre, est un chanteur britannique.

## Biographie
Harvey Cantwell est né le 28 janvier 1999 à Kent, en Angleterre, et a grandi aux côtés de ses deux frères, Elliot et Ollie.
HRVY se popularise initialement sur YouTube, puis grâce à l'auto-promotion sur les réseaux sociaux tels que, Twitter, et rapidement sur le site web musical.ly (1,2 million d'abonnés) . Il parvient par la suite à signer un contrat avec Ted Cockle de la major Virgin/EMI Records. Il commence sa carrière musicale à la fin 2013 avec la sortie de son premier single, Thank You, puis dans la foulée Holiday et Talk to Ya en 2017.. L'année de la sortie de son premier single, il effectue la première partie du groupe Little Mix pendant leur tournée britannique et irlandaise Salute Tour. 
En juillet 2016 il devient guest star lors du magcon tour avec le old magcon 
En juillet 2017, il annonce la sortie de son premier EP, le cinq pistes Holiday. Vers septembre 2017, HRVY chante en tête d'affiche du London O2 Academy d'Islington. En novembre 2017, HRVY signe avec une autre major, Universal Music, et publie la vidéo de son nouveau single, I Won’t Let You Down, écrit par l'artiste de RnB Craig David. Il publie ensuite le jour de la sortie de son second EP le clip du morceau Personal, qui atteint la 73e place des classements britanniques.En mars 2018, il sort un single Hasta Luego avec l'artiste Malu Trevejo.
En 2018, il fait partie des invités pour la tournée anglaise Night and Day de The Vamps aux côtés de Jacob Sartorius et New Hope Club et effectue sa première tournée européenne avec le Personal Tour. Il effectuera aussi de nombreuses performances lors de festivals comme au Capital's Summertime Ball 2018 avec Jonas Blue (où il a été vu par la suite en pleine discussion avec Shawn Mendes qu'il considère comme un mentor ). 
Toujours en 2018, il sort son single "I Wish You Were Here".
Le 15 mars 2019, il sort un nouveau single "Told You So"  qui atteint les 500 000 streams sur spotify en 4 jours. Le 18, il sort le clip sur youtube qui atteindra les 100 000 vues en moins d'une heure. Told You So est ainsi devenu son deuxième single avec le meilleur démarrage depuis "Personal" en 2017.
Le 6 juin 2019 sort le single "Don't need your love" en collaboration avec le célèbre groupe de K-pop NCT DREAM.
Le 8 juin 2019, il participe au summertime ball 2019 au stade de Wembley (Royaume-Uni) où il monte sur scène en compagnie du DJ Jonas Blue et reprend quelques tubes de la carrière du DJ.

En juillet 2020, il annonce la soirtie de son premier album « can anybody hear me » et dévoile sa nouvelle chanson « nevermind ». A l'automne suivant, il annonce le report de la sortie de son album pour une date indéfinie.

## Discographie

### Singles
- Thank You (2014)
- Holiday (2017)
- La La La La Means I Love You (2017)
- Phobia (2017)
- Talk To Ya (2017)
- I Won't Let You Down (2017)
- Personal (2017)
- Hasta Luego (2018)
- Somebody (2018)
- I Wish You Were Here (2018)
- I Don't Think About You (2018)
- So Good - remix (2019)
- Told You So (2019)
- I Miss Myself (2019)
- Don't Need Your Love (2019)
- Younger (2019)
- Million Ways (2019)[16]
- Me Because Of You (2020)
- unfamiliar (2020)
- be okay (2020)
- nevermind (juillet 2020)
- Good Vibes (2020)
- Am I The Only One (2020)
- Baby, I Love Your Way (2020)
- 1 Day 2 Nights (2021)
- Runaway With It (2021)
- Talking To The Stars (2021)

### Bande Son
- Out Loud (2018) "Four Weddings And A Funeral"